# Autostrada A624 (Franța)
Autostrada A624 este o autostradă urbană care leagă centura orașului Toulouse de nodul rutier Purpan, ajungând la RN 124 în zona Colomiers, în suburbia toulousană.
Este o penetrare urbană neconcesionată, cu o lungime de 4 kilometri, pusă în funcțiune la sfârșitul anilor 1980. Asigură conexiunea cu Rocade Arc-en-Ciel, o centură suburbană care leagă Colomiers de A64, în paralel cu Périphérique Ouest. În ciuda prelungirii sale spre Pibrac și a conexiunii cu devierea din Léguevin în 2010, rămâne congestionată în orele de vârf până la limita departamentului Gers.
Traseul Toulouse-Auch nu va fi integral amenajat cu 2×2 benzi decât după finalizarea modernizării la standarde de autostradă a drumului RN124.

## Istoric
Autostrada a fost construită spre sfârșitul anilor 1980 pentru a lega devierea din Colomiers de la nodul rutier Fontaine Lumineuse la centura de vest a orașului Toulouse.
La început, o parte a drumului era doar o șosea cu două sensuri, mărginită de platani, care intra în cartierul Saint-Martin-du-Touch.

## Traseu
| De la A620 la RN124; secțiune gratuită, neconcesionată, administrată de DIR Sud-Ouest. | |                      |
| A620 E72                                                                               | |                      |
| A624                                                                                   | |                      |
| Intersecție                                                                            | Nod rutier între A620 și A624: A62 (Paris, Bordeaux), A68 (Albi), Toulouse-centru; A61 (Montpellier), A64 (Tarbes, Lourdes), Toulouse-Mirail. | A620 A62 A68 A61 A64 |
| 1 - Ancely                                                                             | Cartier deservit: Toulouse-Ancely, Hôpital Purpan, Casselardit, Lardenne, Saint-Cyprien.                                                      | M2                   |
| Intersecție                                                                            | Nod rutier între M902 și A624: Aeroportul Toulouse–Blagnac, Cornebarrieu, Blagnac.                                                            | M902                 |
| Intersecție                                                                            | Nod rutier între M980 și A624: Cugnaux, Tournefeuille (nod rutier parțial).                                                                   | M980                 |
| 2 - La Crabe                                                                           | Cartiere deservite: Saint-Martin-du-Touch, Situri Airbus.                                                                                     |                      |
| 3 - Parc Aéronautique                                                                  | Orașe deservite: Colomiers-Est, Colomiers-Ramassis, Parc Aeronautic, Situri Airbus, Airbus-Colomiers, Bascule-Oratoriu.                       |                      |
| A624                                                                                   | |                      |
| RN124                                                                                  | |                      |